# Ain't Sayin' Nothin'
"Ain't Sayin' Nothin'" este cel de-al doile single extras de pe albumul lui Fat Joe, „The Elephant in the Room”. Conține și un sample din piesa Cocababy.. Cântecul este o colaborare cu Plies și Dre. Lil Wayne, Ace Hood, Rocko, DJ Khaled, Rick Ross, Cool (of Cool & Dre), Birdman, Danja & Pitbull au și ei scurte apariții in videoclipul piesei.

## Remix
Piesa are și un remix, The Game și Lil Wayne fiind aleși pentru această variantă. În remix Fat Joe îl ia peste picior pe 50 Cent spunându-i „You heard Game his enemies' my enemy Young Buck callin me say he wanna be a friend of me” (L-ai auzit pe Game, inamicii lui sunt și inamicii mei, iar Young Buck acum vrea să fie prieten cu mine). În aceasta afirmație face referire la faptul că atât The Game cât Young Buck au fost dați afară din G-Unit.